# 어니스트 다우슨

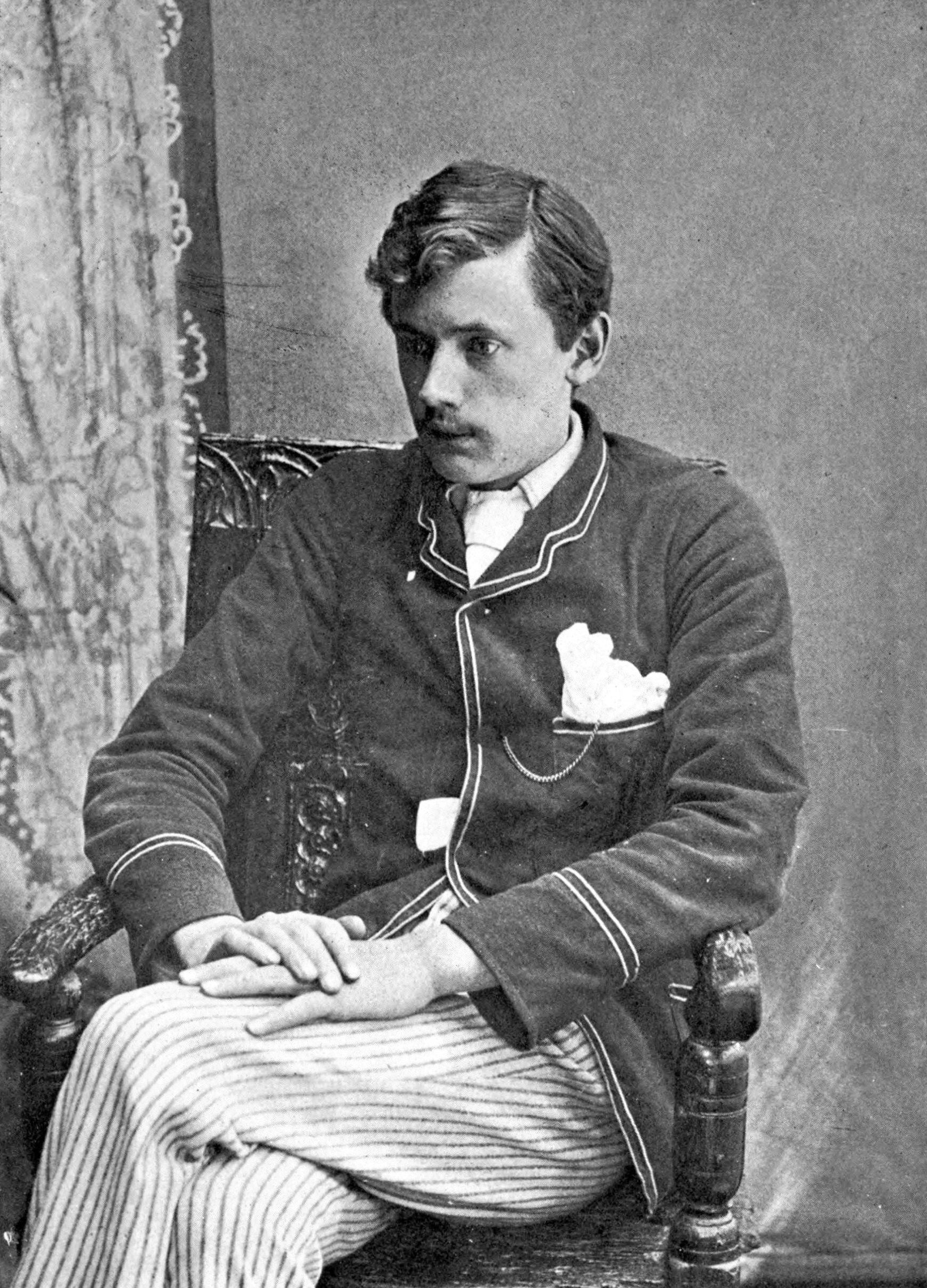

어니스트 크리스토퍼 다우슨(Ernest Christopher Dowson, 1867년 8월 2일 ~ 1900년 2월 23일)은 잉글랜드의 시인, 소설가이다.
1867년 런던 근교에서 출생했다. 병약하고 또 방종하였기 때문에 옥스퍼드 대학을 중퇴하였다. 프랑스 문학이나 페이터의 유미주의 영향을 받아 <서정시집>(1896)과 희곡을 내었다. 시종 현실을 부정하는 태도로 삶의 권태를 노래하고 자연보다 인공(人工)을, 전원보다 도회를 사랑한 퇴폐취미(頹廢趣味)가 가득 차 있다. 세기말의 탐미주의(眈美主義)의 대표적인 시인이며, 가공(架空)의 여성을 노래한 시 <시나라>는 유명하다. 실연의 쓰라린 타격과 결핵으로 요절한 작가이다.